# Автономный регион в Мусульманском Минданао
Автономный регион в Мусульманском Минданао (филипп. Nagsasariling Rehyon sa Muslim na Mindanaw) — бывший филиппинский регион на островной группе Минданао, объединявший территории с преимущественно мусульманским населением. Единственный из регионов Филиппин, имевший собственное правительство. 25 января 2019 года вместо него был образован Автономный регион Бангсаморо в мусульманском Минданао.

## География
Автономный регион в Мусульманском Минданао охватывает два географических района, расположенных на острове Минданао: Южный Ланао и Магинданао, а также архипелаг Сулу, состоящий из островов Басилан, Холо, Тави-Тави, а также многочисленных мелких островов. Регион занимает в общей сложности 12 695,0 км².

## История
На протяжении многих веков в Минданао были свои, отдельные от Филиппин государства, являвшиеся традиционной родиной филиппинцев-мусульман с XV века, ещё до прихода испанцев, колонизировавших большую часть Филиппин в 1565 году. Мусульманские миссионеры прибыли в Тави-Тави в 1380 году и начали исламизацию местного населения. В 1457 году был основан первый султанат Сулу и после него были основаны и другие султанаты.
21 января 2019 года был проведен референдум, согласно результатам которого регион был ликвидирован 25 января 2019 года. Вместо него был образован Автономный регион Бангсаморо в мусульманском Минданао.

## Административное деление

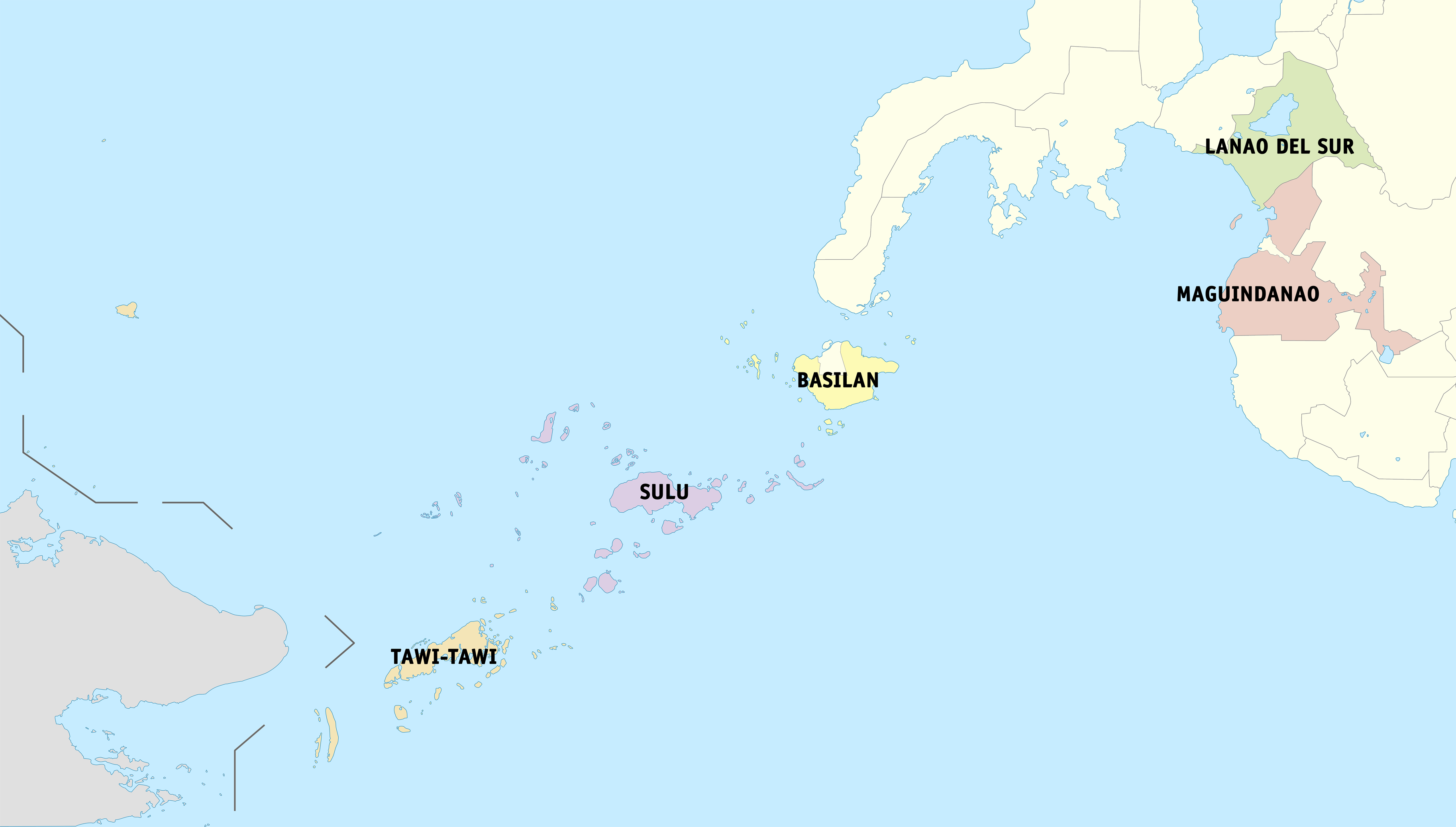
Провинций Автономного региона в Мусульманском Минданао

| № | Провинция   | Административный центр | Площадь, км² | Население, чел. (2010) | Плотность, чел./км² |
| - | ----------- | ---------------------- | ------------ | ---------------------- | ------------------- |
| 1 | Басилан     | Исабела                | 1 234,2      | 293 322                | 237,66              |
| 2 | Магинданао  | Шариф-Агуак            | 4 900,1      | 944 718                | 192,80              |
| 3 | Сулу        | Холо                   | 1 600,4      | 718 290                | 448,82              |
| 4 | Тави-Тави   | Панглима-Сугала        | 1 087,4      | 366 550                | 337,09              |
| 5 | Южный Ланао | Марави                 | 3 872,9      | 933 260                | 240,97              |
|   | Всего       |                        | 12 695,0     | 3 256 140              | 256,49              |